# Hakea
Hakea, Hakea sericea är en tvåhjärtbladig växtart som beskrevs av Heinrich Adolph Schrader. Hakea ingår i släktet Hakea och familjen Proteaceae. Inga underarter finns listade i Catalogue of Life. Det rekommenderade svenska namnet är enbart hakea.